# Síndrome da sela vazia

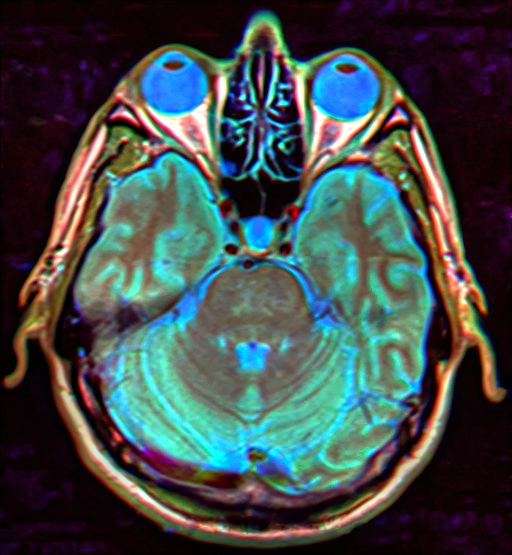
Síndrome da sela vazia

A síndrome da sela vazia é um conjunto de sinais e sintomas, que expressam o aumento considerável da sela túrcica, sendo uma deficiência do diafragma da sela. Nesta síndrome, a sela túrcica está preenchida com líquido cefalorraquidiano, o que leva a compressão da hipófise. É mais comum em mulheres e pode ser detectada através de exames radiológicos. Seu principal sintoma é a cefaleia.